# Місцеві вибори у Дніпрі 2020
Місцеві вибори в Дніпрі 2020 — чергові вибори Дніпровського міського голови та вибори депутатів Дніпровської міськради, що відбулися 25 жовтня 2020 року.

## Вибори до міської ради
Вибори міської ради відбулися за пропорційною системою. Для проходження до ради партія повинна були набрати не менше 5 % голосів. Міського голову обрали абсолютною більшістю: жоден кандидат не набрав 50 %+1 голосів, через що було призначено другий тур.
У виборах до міської ради брали участь такі партії:

### Пропозиція
- Борис Філатов
- Олександр Санжара (секретар міськради)
- Євгенія Дитятковська (лікар, депутат міськради)
- Іван Васючков (громадський активіст, підприємець)

### Слуга народу
- Юрій Скребець (заступник головлікаря обласної лікарні)
- Сергій Тимчук (заслужений лікар, хірург)
- Єсенія Тарасова (завідуюча консультативною поліклінікою)
- Аліада Мансурова (громадська активістка, голова грузинської діаспори)

### ОПЗЖ
- Валерій Чорний
- Галина Охромій
- Олександр Багацький
- Олена Степанян
- Михайло Гликман

### Батьківщина
- Наталія Яценко (директор видавництва)
- Давид Джиджелава (спортсмен, чемпіон Європи з кікбоксингу, тренер)
- Михайло Білий (ветеран АТО, майор)

### Європейська солідарність
- Тетяна Ричкова
- Каміль Примаков
- Артем Хмельников
- Валерія Петрицька
- Максим Музика, учасник боїв за Савур-Могилу та оборони Донецького аеропорту

### Блок Вілкула «Українська перспектива»
- Наталя Начар'ян
- Володимир Павлов
- Яків Безбах
- Ігор Циркін
- Лілія Ковальова

### Демократичний альянс
- Василь Підлужний
- Сергій Головацький
- Євген Крекотень
- Руслан Власенко
- Ілля Рибаков

### ВО «Свобода»
- Василь Котик
- Іван Грам
- Сергій Прокуда
- Ігор Заїка
- Поліна Завада

## Вибори міського голови
На посаду міського голови міста балотуються такі кандидати:
- Борис Філатов — чинний мер Дніпра, кандидат від новоствореної партії «Пропозиція».
- Загід Краснов (Загіддін Габібулайович Габібулаєв) — керівник ГО «Громадська сила», депутат міськради Дніпра.
- Олександр Вілкул — проросійський політик, кандидат від партії «Українська перспектива», народний депутат V—VIII скл. від «Партії регіонів» та «Опозиційного блоку», фінансованого Ринатом Ахметовим.
- Сергій Риженко — кандидат від провладної партії «Слуги народу», головний санітарний лікар Дніпропетровської області, Головний лікар Дніпровської обласної клінічної лікарні ім. Мечникова.
- Сергій Нікітін — кандидат від проросійської «ОПЗЖ», депутат міської ради Дніпра VII скл. з 2015 року.
- Артем Романюків — громадський діяч, партія Демократичний альянс
- Тетяна Ричкова — екснардеп від Блоку Порошенка, партія Європейська солідарність
- Мгер Куюмчян — заступник голови Дніпропетровської облради, ВО Батьківщина
- Олег Майденко — лікар, завідувач відділення Дніпропетровської обласної дитячої лікарні, партія Національний корпус
- Дмитро Семеренко — партія «Команда Дніпра», підприємець
- Павло Атаманчук — підприємець, партія «Праворуч»
- Євген Богиня — самовисуванець, безробітний
- Олег Василенко — підприємець, консул Бразилії в області, партія ВО «Свобода»
- Віталій Жеганський — громадський діяч і ексголова Дніпровської райради, партія «Голос»
- Михайло Корольов — самовисуванець, підприємець
- Олена Сергєєва — самовисуванець, підприємець[3]
- Іван Куліченко — тричі мер Дніпра з 1999 до 2014 року, в минулому член Партії регіонів, народний депутат ВРУ VIII скл. від БПП «Солідарність»[4] відмовився від балотування в мери Дніпра, проте очолив список партії «Наш край».

## Перебіг подій та рейтинги
Згідно опитування, проведеного соціологічною групою Рейтинг 8-17 серпня 2020 року, перша трійка рейтингу кандидатів на посаду міського голови виглядала так (серед тих, хто має намір голосувати і визначився):
1. Борис Філатов — 48,5 %;
2. Олександр Вілкул — 14,9 %;
3. Загід Краснов — 13,4 %[5].

Схожі результати отримав центр соціальних досліджень «Соціс» у опитуванні, проведеному наприкінці червня.

## Результати

### Мер

#### Перший тур
В результаті першого туру виборів жоден з кандидатів не набрав 50 %+1 голосів виборців, на 22 листопада було призначено другий тур виборів. До нього вийшли чинний мер Борис Філатов і місцевий бізнесмен Загід Краснов (Габібулаєв). Представники проросійської партії ОПЗЖ заявили про підтримку Філатова.
- Борис Філатов набрав 46,41 % (101.617 голосів)
- Загід Краснов — 13,15 % (28.804 голоси)[8]

| Кандидат                                                      | %       | Голосів |
| ------------------------------------------------------------- | ------- | ------- |
| 1. Борис Філатов («Пропозиція»)                               | 46,41 % | 101 617 |
| 2. Загід Краснов («Громадська сила»)                          | 13,15 % | 28 804  |
| 3. Олександр Вілкул («Блок Вілкула „Українська перспектива“») | 12,95 % | 28 357  |
| 4. Сергій Нікітін («ОПЗЖ»)                                    | 9,15 %  | 20 051  |
| 5. Сергій Риженко («Слуга народу»)                            | 8,71 %  | 19 072  |
| 6. Артем Романюков («Демократичний альянс»)                   | 3,05 %  | 6 685   |
| 7. Тетяна Ричкова («Європейська Солідарність»)                | 2,34 %  | 5 129   |

### Другий тур
| Кандидат                             | %       | Голосів |
| ------------------------------------ | ------- | ------- |
| 1. Борис Філатов («Пропозиція»)      | 78,07 % | 150 782 |
| 2. Загід Краснов («Громадська сила») | 18,77 % | 36 262  |